# Antonio Skármeta
Esteban Antonio Skármeta Vraničić (Antofagasta, 7 de noviembre de 1940-Santiago, 15 de octubre de 2024), conocido como Antonio Skármeta, fue un escritor chileno, ganador del Premio Nacional de Literatura de 2014 y considerado una de las máximas figuras de la literatura latinoamericana. Es conocido internacionalmente por sus textos llevados al cine, como la novela corta Ardiente paciencia (1985) —originalmente el desarrollo del filme homónimo (1983)—, de la que se hicieron dos versiones: una más famosa, titulada Il Postino —o El cartero de Neruda— (1994), y otra homónima (2022); la novela El baile de la Victoria (2003), de título homónimo en el cine, (2009); y la pieza El plebiscito, que inspiró el guion de la película No (2012).

## Biografía

### Familia
Hijo de Antonio Skármeta Simunović y de Magdalena Vraničić, era descendiente de croatas. En 1964 se casó con la pintora chilena Cecilia Boisier, con quien tuvo dos hijos: Beltrán (1966), asesor personal y escritor, y Gabriel (1968), músico. En 1981 se unió sentimentalmente a la berlinesa de origen polaco Nora Preperski, con quien se casó en 1989, cuando regresó a Chile, donde nació un hijo, Fabián (1989).

### Estudios
Cursó la enseñanza básica en varios establecimientos, entre ellos, el Colegio San Luis de Antofagasta, mientras que sus estudios secundarios los realizó en el Instituto Nacional de Santiago. Estudió Filosofía en la antigua Facultad de Filosofía y Educación de la Universidad de Chile bajo la dirección del pensador español Francisco Soler Grima, discípulo de Julián Marías y de José Ortega y Gasset. Su tesis versó sobre el pensamiento de este último («Ortega y Gasset (lenguaje, gesto y silencio)», 1963). Siguiendo la línea de Soler, se interesó, además, por las filosofías de Jean-Paul Sartre, Albert Camus y Martin Heidegger. 
En 1964 obtuvo una beca Fulbright para realizar estudios de posgrado en Estados Unidos, donde obtuvo una maestría en la Universidad de Columbia, Nueva York (su tesis versó sobre la narrativa de Julio Cortázar). Viajó a dicho país con su primera esposa, Cecilia Boisier. La estancia de dos años en Estados Unidos fue muy fructífera: se habituó a la escena teatral, fílmica y musical de Manhattan y estudió teatro con Paul Kozelka, del Actors Studio. Allí escribió también algunos cuentos emplazados en Norteamérica que constituyeron la base de sus primeras obras de ficción.

### Carrera
En 1966 regresó a Chile, donde comenzó a trabajar como director de teatro en el Conjunto Artístico del Instituto Pedagógico de la Universidad de Chile, se convirtió en profesor de Filosofía en el Instituto Nacional y publicó su primer libro de relatos, El entusiasmo (1967). Después enseñó en la antigua Facultad de Filosofía y Educación de su alma máter. Primero tuvo a su cargo la cátedra de Axiología (en el Departamento de Filosofía); su ayudante fue Jorge Acevedo Guerra, también discípulo de Francisco Soler Grima. Luego ocupó una cátedra de Literatura General (en el Departamento de Castellano).
Por esos años realizó labores esporádicas en la televisión y formó parte de un programa de literatura en el Canal 9 de la Universidad de Chile llamado Libro abierto y recibió su primer premio importante: el Premio Casa de las Américas de 1969 por Desnudo en el tejado. En 1970 presentó el programa 15 minutos con en Canal 9.
Intelectual de izquierda, Skármeta fue miembro del Movimiento de Acción Popular Unitaria (MAPU) en los años de la Unidad Popular. Después del golpe militar, salió de Chile junto con el cineasta Raúl Ruiz. La primera escala fue Argentina, donde residió un año en el Barrio de Olivos y donde publicó su tercer libro de relatos, Tiro libre (1974). Luego partió rumbo a Alemania Occidental, donde recibió en 1975 la beca del Programa de las Artes de la Academia Alemana de Intercambio Académico, gracias a la que pudo escribir su primera novela, Soñé que la nieve ardía. A partir de 1979, trabajó durante tres años como profesor de Guion Cinematográfico en la Academia Alemana de Cine y Televisión en Berlín Oeste.
Fue en Alemania Occidental donde construyó la historia del cartero de Neruda: primero para la radio alemana y luego como un guion. Es el desarrollo de la película homónima que el autor había estrenado en 1983. La historia apareció como libro bajo el título de Ardiente paciencia (1985), pero luego del triunfo de la película de Michael Radford pasó a llamarse El cartero de Neruda. Esta obra ha tenido un éxito enorme, ha sido traducida a una treintena de lenguas, adaptada al cine, el teatro y la radio: «Existen más de cien versiones en el mundo», aseguraba Skármeta. El compositor mexicano Daniel Catán creó una ópera basada en ella (él mismo escribió el libreto) que fue estrenada en la Ópera de Los Ángeles bajo el título de Il Postino con Plácido Domingo como Neruda y Cristina Gallardo-Domas como Matilde.
Tras un exilio de casi 16 años, regresó a Chile en 1989. Al año siguiente fundó en el Instituto Goethe de Santiago el taller literario Heinrich Böll, por donde han pasado gran parte de las nuevas generaciones de escritores. En 1992 creó y condujo el programa de televisión El show de los libros, emitido por TVN. 
En mayo de 2000, durante la presidencia de Ricardo Lagos, fue nombrado embajador en Alemania, cargo que ejerció hasta febrero de 2003. 
Además de haber dictado clases en la Universidad de Chile, también lo hizo en la Universidad Washington en San Luis (Misuri) y en Colorado College.
El 7 de septiembre de 2015 fue elegido miembro de número de la Academia Chilena de la Lengua para ocupar el sillón n.º 20, que estaba vacante después del fallecimiento, el año anterior, de Óscar Pinochet de la Barra. Asumió el 9 de mayo de 2017; «Pedaleando con San Juan de la Cruz. Presencia en mi obra de la tradición literaria de la lengua española» tituló su discurso de incorporación.
Sufrió un cáncer estomacal, del que fue operado exitosamente en 2016. Skármeta falleció el 15 de octubre de 2024 a la edad de 83 años.

## Skármeta y el cine
Apasionado del séptimo arte, Skármeta escribió varios guiones, dirigió al menos dos películas y actuó en cinco. En 1973 escribió el primer guion, Victoria, para el director alemán Peter Lilienthal, quien dirigió el filme homónimo galardonado en 1974 con un premio en el Festival de Películas para Televisión de Baden-Baden. También son suyos los guiones de otras películas de Lilienthal: Es herrscht Ruhe im Land (1976), Der Aufstand (1980), que luego se convirtió en la novela La insurrección; y Der Radfahrer von San Cristóbal (1988), basada en el relato homónimo. Asimismo, escribió De lejos veo este país (1978), cinta de Christian Ziewer sobre una familia de refugiados chilenos en Alemania; Die Spur des Vermißten (1980), de Joachim Kunert; Seine letzte Chance (1986) de Alexander von Eschwege; Neruda todo el amor (1998), del documentalista chileno Ignacio Agüero; y Brisa de Navidad (1999), del mexicano Carlos Carrera.
Además de las obras adaptadas a la pantalla que aquí se han citado, también han sido llevadas al cine Ardiente paciencia —por el mismo Skármeta en 1983 como director y guionista bajo el mismo título, por Michael Radford con el nombre de Il Postino (1994), galardonada con muchos premios internacionales— y por Rodrigo Sepúlveda bajo el título de Ardiente paciencia (2022). El baile de la Victoria fue llevada al cine en 2009 por Fernando Trueba y la pieza El plebiscito fue el punto de partida de la película No (2012) de Pablo Larraín. El brasileño Selton Mello rodó O filme da minha vida (La película de mi vida, estreno en 2017), basada en la novela Un padre de película.

## Obra
Cuento
- El entusiasmo, editorial Zig-Zag, Santiago, 1967; descargable desde el portal Memoria Chilena, contiene 8 cuentos:
  - «La Cenicienta en San Francisco»; «El joven con el cuento»; «Al trote»; «Entre todas las cosas lo primero es el mar»; «Días azules para un ancla»; «Nupcias»; «Relaciones públicas» y «Mira donde va el lobo».
- Desnudo en el tejado, Casa de las Américas, La Habana, 1969; en las últimas ediciones contiene los siguientes cuentos:
  - «El ciclista del San Cristóbal»; «A las arenas»; «Una vuelta en el aire»; «Final del tango», «Pajarraco», «Basketball» y «Desnudo en el tejado».
- Tiro libre, cuentos, Siglo XXI Editores Argentina, Buenos Aires, 1973; dividido en tres partes, contiene los siguientes textos:
  - I: «Pescado»; «El último tren»; «Uno a uno»; II: «Primera preparatoria»; «Enroque»; «Balada para un gordo»; «El cigarrillo»; III: «París»; «Profesionales».
- Novios y solitarios, cuentos, Siglo XXI Editores Argentina, Buenos Aires, 1975.
- Libertad de movimiento, Random House Mondadori, 2015; contiene 11 textos:
  - «Cuando cumplas veintinún años»; «Chispas»; «El portero de la cordillera»; «Borges»; «Huso horario»; «Ejecutivo»; «Efímera»; «Una navidad colombiana»; «El amante de Teresa Clavel»; «Corazón partío»; y «Oktoberlied»

Novela
- Soñé que la nieve ardía, editorial Planeta, Barcelona, 1975.
- No pasó nada, Pomaire, Barcelona, 1980.
- La insurrección, Ediciones del Norte, Hanover, USA, 1982.
- Ardiente paciencia, 1985; tras el éxito de la película, se reedita como El cartero de Neruda; en 2018 Lumen publicó la novela como libro-álbum, con ilustraciones de Raquel Echenique[13]
- Matchball, editorial Sudamericana, Buenos Aires, 1989 (rebautizada en ediciones posteriores como La velocidad del amor; p.ej.: Plaza & Janes, 1997).
- La boda del poeta, Debate, Madrid, 1999.
- La chica del trombón, Debate, Madrid, 2001.
- El baile de la Victoria, Planeta, Barcelona, 2003.
- Un padre de película, Planeta, Barcelona, 2010.
- Los días del arco iris, Planeta, 2011.

Teatro
- La búsqueda, 1976
- No pasó nada, 1977
- La mancha, 1978
- La composición, 1979
- Dieciocho kilates, teatro, estreno el 25 de junio de 2010 en el Festival Internacional de Teatro de Nápoles.

Literatura infantil
- La composición, cuento para niños, 1998 (originalmente Skármeta escribió a fines de los años setenta una versión para la radio, y después el relato fue publicado en Le Monde;[14] Ediciones Ekaré lo publicó en Caracas en 2000 con ilustraciones de Alfonso Ruano y Sudamericana sacó en 2006 una edición ilustrada por María Delia Lozupone).
- El portero de la cordillera, México, CIDCLI, 2012.

Otros
- Neruda por Skármeta, Barcelona, Seix Barral, 2004.

Selecciones, recopilaciones, antologías
- El ciclista de San Cristóbal, antología de cuentos, 1973
- Novios y solitarios, antología de cuentos, editorial Losada, Buenos Aires, 1975.
- La Cenicienta en San Francisco y otros cuentos, editorial Andrés Bello, Santiago, 1990; antología que contiene 8 relatos:
  - Pescado; La Cenicienta en San Francisco; A las arenas; Nupcias; Uno a uno; Mira donde va el lobo; La llamada y Hombre con el clavel en la boca.
- Uno a uno: cuentos completos, Sudamericana, Buenos Aires, 1996.
- Antología personal, San Juan, editorial de la Universidad de Puerto Rico, 2009.

## Premios y reconocimientos
- Beca Fulbright (1964)
- Premio Casa de las Américas 1968 por Desnudo en el tejado .
- Beca Berliner Künstlerprogramm del DAAD (1975)[15]
- Premio Internacional de Literatura Bocaccio 1996 por No pasó nada.
- Premio Llibreter por la edición ilustrada de su relato La composición.
- Premio Altazor 2000 por La boda del poeta.
- Premio Médicis Extranjero 2001 por La boda del poeta.
- Medalla Goethe 2002 (Alemania).
- Premio Grinzane Cavour 2001 por la mejor novela del año en Italia.
- Premio de Narrativa José María Arguedas 2003
- Premio Unesco 2003 de Literatura Infantil y Juvenil en pro de la Tolerancia por La redacción.
- Premio Planeta 2003 por El baile de la Victoria.
- Premio Municipal de Literatura de Santiago de Chile 2004 por El baile de la Victoria.
- Premio Internazionale Ennio Flaiano 2006 por "el valor cultural y artístico de su obra" y, en particular, por El baile de la Victoria.
- Orden al Mérito Artístico y Cultural Pablo Neruda 2010 (Chile)
- Premio Planeta-Casa de América 2011 por Los días del arco iris.
- Premio al Mérito Literario Internacional Andrés Sabella 2011 (Feria Internacional del Libro Zicosur Antofagasta).[16]
- Caballero de la Orden de las Artes y Letras (Francia).
- Comendador de las Artes y las Letras (Italia).
- Orden Marko Marulic (Croacia).
- Premio Nacional de Literatura 2014 (Chile).